# Jan Orzeszyna
Jan Józef Orzeszyna (ur. 27 marca 1954 w Wieluniu) – polski duchowny katolicki, kapłan diecezji sosnowieckiej, teolog, profesor nauk teologicznych.

## Życiorys
W 1979 otrzymał święcenia kapłańskie. Doktorat obronił w 1988, a habilitację w 1997. W 2007 wielki kanclerz UPJPII nadał mu tytuł naukowy profesora nauk teologicznych.
Specjalizuje się w teologii małżeństwa i rodziny oraz teologii moralnej. Pełni funkcje dyrektora Instytutu Teologii Moralnej Uniwersytetu Papieskiego Jana Pawła II w Krakowie oraz kierownika Katedry Teologii Moralnej Ogólnej w tym instytucie. Zajmował stanowiska: kierownika Podyplomowych Studiów Wychowania Prorodzinnego i Katedry Teologii Moralnej Szczegółowej Papieskiej Akademii Teologicznej w Krakowie, a także dyrektora Instytutu Teologii Rodziny Wydziału Teologicznego tej uczelni.

## Publikacje
- Sakrament pojednania i pokuty (1993)
- Dlaczego i jak się spowiadać? (1994)
- Mówić umierającemu prawdę czy nie mówić? (1995)
- Jan Paweł II o kapłaństwie i życiu braterskim we wspólnocie zakonnej (wraz z Tadeuszem Borutką; 1995)
- Społeczno-eklezjalny wymiar sakramentu pokuty (1996)
- Kościół wobec globalizacji (2003)
- Teologiczno-moralny aspekt niepłodności w małżeństwie (2005)